# Cine Club (la Sénia)
Cine Club és una obra de la Sénia (Montsià) inclosa a l'Inventari del Patrimoni Arquitectònic de Catalunya.

## Descripció
Edifici de planta rectangular, d'un sol pis, amb teulada a doble vessant, adossat a un cos també rectangular d'una alçada més baixa. Façana coberta amb rajola monocromàtica fins a mitja alçada. En aquest pany s'obren tres portes a les quals s'accedeix per tres graons que donen accés al vestíbul, ho separa de la part superior un petit ràfec. La façana té un acabament mixtilini amb òcul central. El cos adossat se situa a la cantonada i té porta d'accés pels dos carrers i vidriera. L'edifici més gran és el cinema, l'interior del qual presenta l'escenari a la banda oposada a l'entrada, pati de butaques i a mitja alçada de paret tribuna a banda i banda, que s'ajunta a la zona damunt de l'entrada en un espai anomenat popularment "galliner". El cos adossat conté el cafè que conserva la seva tipologia original, així com el mobiliari (taules de marbre, taulell, cadires, etc.)

## Història
Societat recreativa inaugurada el 30 de gener de 1921, L'edifici es bastí mitjançant la venda d'accions als socis i l'aportació de jornals de feina per altres socis.